# Конклав 1958 года
Папский конклав состоялся с 25 по 28 октября 1958 года, чтобы избрать преемника Пия XII, который скончался 9 октября 1958 года. Кардиналы-выборщики собрались в Риме и избрали кардинала Анджело Ронкалли, патриарха Венеции, новым папой в одиннадцатом туре голосования. Он принял свое избрание и взял имя Иоанн XXIII. Он был вторым патриархом Венеции, избранным папой в XX веке, после Пия X на конклаве 1903 года. Коронация Иоанна XXIII состоялась 4 ноября 1958 года.
В конклаве приняли участие 51 из 53 кардиналов. Коммунистические правительства Венгрии и Югославии не позволили кардиналам Йожефу Миндсенти и Алоизию Степинацу приехать в Рим. По сравнению с конклавом 1922 года, когда трое кардиналов не смогли прибыть в Рим вовремя, когда конклав открылся через 10 дней после смерти папы, как и требовалось, или конклавом 1939 года, когда три кардинала прибыли в Рим утром, когда конклав открылся через 18 дней после смерти папы по новым правилам, все кардиналы, совершившие поездку, прибыли в Рим к 22 октября, оставив несколько дней до начала конклава через 16 дней после смерти Пия XII.
Впервые скорость путешествия сравнялась с интернационализацией Коллегии кардиналов благодаря достижениям в области авиаперевозок. Как написала одна газета, «архиепископ Нью-Йорка может добраться до Рима сегодня быстрее, чем архиепископ Палермо поколение назад». В этом конклаве приняли участие кардиналы из 21 страны по сравнению с 16 на предыдущем конклаве и 18 неевропейцев по сравнению с семью. 17 итальянцев из 51 представляли собой самый низкий процент с 1455 года.

## Итоги Пачеллианской Эры
Папа римский Пий XII умер 9 октября 1958 года в Кастельгандольфо, в папской летней резиденции под Римом, после 19-летнего понтификата. Папа Пий XII был одним из наиболее противоречивых римский пап, начиная с его тезок римских пап Пия IX (1846—1878) и Пия X (1903—1914), последнего Пий XII канонизировал. Пий начал ряд литургических реформ в Мессе, которые некоторым образом были предшественниками изменений, проведенных на II Ватиканском соборе. Пия XII подвергали критике за его позицию в период Второй мировой войны, упрекая его в том, что он открыто не выступил против политики геноцида режима Адольфа Гитлера, и что он недостаточно активно старался помочь евреям, бегущим от нацистских преследований. Многие церковные деятели констатировали кризис, в который зашла Римско-католическая церковь, и многие предполагали, что необходим выход из этого кризиса. Пий XII был последовательным антикоммунистом и отлучил коммунистов от Церкви.

## Дело Джованни Монтини
Джованни Монтини был одним из фаворитов Курии в 1930-х и 1940-х годах и вероятным преемником Пия XII. Многие предполагали, что квалифицированный дипломат и заместитель государственного секретаря будет сделан кардиналом на одной из консисторий Пия XII. При Пие XII в течение 14 лет был вакантен пост государственного секретаря — за исключением пяти лет, когда государственным секретарём был кардинал Луиджи Мальоне, Пий XII непосредственно действовал как свой собственный государственный секретарь. Монтини был фаворитом Папы Пачелли. Неожиданно в 1955 году Пий XII удалил Монтини полностью от курии и сделал его архиепископом Милана, одной из старейших митрополий в Италии, из которой вышли многие римские папы. Неизменно миланские архиепископы были кардиналами на следующей консистории. Но было, удивительно, этого не случалось с Монтини. Пий XII, не дал кардинальскую шапку Монтини.
Существуют два объяснения этого необычного решения. Предполагалось, что папа римский уже предлагал Монтини кардинальство в 1953 году, но оно было отвергнуто. Это никогда не было проверено. Также предполагалось, что сестра Паскуалина Ленарт, монахиня, которая управляла домашним хозяйством папы римского, начиная с тех дней, когда он был апостольским нунцием в Баварии, питала сильную неприязнь к Монтини. 
Здоровье Папы Пачелли ухудшилось в 1950-е годы, особенно из-за сомнительного лечения, которое он получал от так называемого доктора, которому Пий XII доверял. Злые языки в Курии и за её пределами утверждали, что сестра Паскуалина Ленарт имела значительное влияние в последние годы понтификата Пия XII (некоторые высмеивали её как папессу), и недоброжелатели использовали её положение, чтобы настроить Пия XII против Монтини.
Альтернативная версия была ещё в том, что Монтини отверг красную шапку, потому что его коллега, второй заместитель государственного секретаря монсеньор Доменико Тардини, уже отклонил кардинальство. Монтини чувствовал, что он не может принять сан кардинала, пока Тардини не имел кардинальской шапки. И Монтини и Тардини стали кардиналами только уже после смерти Пия XII.

## ПапскийКонклав
Конклав был проведен с 25 по 28 октября 1958 года, чтобы выбрать преемника Пия XII. В отсутствие популярного Монтини, в папабили были включены армянский кардинал Григорий Агаджанян и молодой консервативный кардинал Джузеппе Сири.

## ИзбраниеРонкалли
Как на многих папских Конклавах, выбрали компромиссную кандидатуру, поскольку ни один из папабилей не прошёл, выбор неожиданно пал на дипломата, на кардинала Анджело Ронкалли, Патриарха Венеции. Выбор Ронкалли был неожиданностью для всех, более всего для самого Ронкалли, который прибыл в Рим с обратным билетом на поезд в Венецию и надеялся на короткий Конклав, так чтобы он мог возвратиться домой.
Ронкалли был избран на 11-й баллотировке, и принял имя Иоанн XXIII, имя, которое не использовалось начиная с XIV века. Его правление было коротким, Папу называли «Добрый папа Иоанн», поскольку он заслужил любовь и коснулся сердец некатоликов и католиков с его теплотой, добротой, смирением и чувством юмора. Его влияние показано на одном примере, когда ярый антикатолический Белфастский муниципалитет решил приспустить флаг над зданием муниципалитета в его честь после его смерти.
| Голосование согласно священнику Эндрю Грили |    |    |    |    |    |           |
| Баллотировки:                               | 1  | 2  | 3  | 4  | 5  | финальная |
| Эрнесто Руффини, архиепископ Палермо        | 17 | 17 | 15 | 5  | 5  | 1         |
| Григорий-Пётр Агаджанян                     | 13 | 13 | 12 | 8  | 6  | 1         |
| Анджело Ронкалли, Патриарх Венеции          | 7  | 7  | 8  | 15 | 20 | 38        |
| Бенедетто Алоизи Мазелла                    | 5  | 6  | 4  | 3  | 2  | 1         |
| Альфредо Оттавиани                          | 2  | 5  | 8  | 16 | 15 | 9         |

## Статистика Конклава 1958 года
| Продолжительность  | 4 дня                   |
| Число баллотировок | 11                      |
| Выборщики          | 51                      |
| ------------------ | ----------------------- |
| Африка             | 1                       |
| Латинская Америка  | 9                       |
| Северная Америка   | 4                       |
| Азия               | 3                       |
| Европа             | 33                      |
| Океания            | 1                       |
| Итальянцы          | 17                      |
| СКОНЧАВШИЙСЯ ПАПА  | ПИЙ XII (1939—1958)     |
| НОВЫЙ ПАПА         | ИОАНН XXIII (1958—1963) |